# GU Journalen
GU Journalen är en oberoende tidning för personalen vid Göteborgs universitet. 
Det första numret utkom hösten 1997.

## Chefredaktörer
- Allan Eriksson, 1997–